# Phylliocephala interioris
Phylliocephala interioris är en skalbaggsart som beskrevs av Blackburn 1894. Phylliocephala interioris ingår i släktet Phylliocephala och familjen Dynastidae. Inga underarter finns listade i Catalogue of Life.